# Fenyőfő, Győr-Moson-Sopron
Fenyőfő  este un sat în districtul Pannonhalm, județul Győr-Moson-Sopron, Ungaria, având o populație de 129 de locuitori (2011). 

## Demografie
Componența etnică a satului Fenyőfő
     Maghiari (100%)
Componența confesională a satului Fenyőfő
     Romano-catolici (68,22%)
     Fără religie (6,2%)
     Luterani (3,88%)
     Necunoscută (21,71%)
Conform recensământului din 2011, satul Fenyőfő avea 129 de locuitori. Din punct de vedere etnic, majoritatea locuitorilor (100,0%) erau maghiari.  Din punct de vedere confesional, majoritatea locuitorilor (68,22%) erau romano-catolici, existând și minorități de persoane fără religie (6,2%) și luterani (3,88%). Pentru 21,71% din locuitori nu este cunoscută apartenența confesională.